# Altã Jalabe
Altã Jalabe (Altan Jalab) é uma vila do Afeganistão, localizada na província de Badaquexão. Na virada do século XX, era o final da 30ª etapa na estrada Jalalabade-Faizabade-Rustaque, a meio caminho entre Faizabade e Rustaque. Também foi o local de extensas ruínas da cidade e forte de Calai Zafar. Mais recentemente, Altã Jalabe foi relatado como o nome duma pequena cidade a cerca de 27 milhas a sudoeste de Faizabade, com um riacho na vizinhança.